# Alaitz eta Maider
Alaitz eta Maider war eine baskische Trikitixa-Band, die klassische baskische Akkordeon-Rhythmen mit Popmusik-Elementen kombinierte.
Die Musikerinnen Alaitz Telletxea und Maider Zabalegi, beide aus dem gipuzkoanischen Oiartzun, taten sich zusammen, um zunächst bei kleineren Wettbewerben und Konzerten aufzutreten. Unterstützt durch den baskischen Folkloremusiker Joseba Tapia veröffentlichten sie 1997 ihr erstes Album Alaitz eta Maider, von dem mehr als 25.000 Exemplare verkauft wurden. Neben Tourneen durch Südamerika und Japan veröffentlichten sie zwei weitere CDs namens Inshala (1999) und Auskalo (2002), bevor sie sich Ende 2004 trennten.
Maider spielte die Trikitixa, ein baskisches diatonisches Akkordeon, namensgebend für die Stilrichtung Triki-Pop, einer Mischung aus keltischem Folk, Rock und Jazz. Begleitet wurde sie durch Alaitz mit dem Tamburin und weiteren Musikern an Schlagzeug, Bass und Gitarre.